# Hector Munro (General)

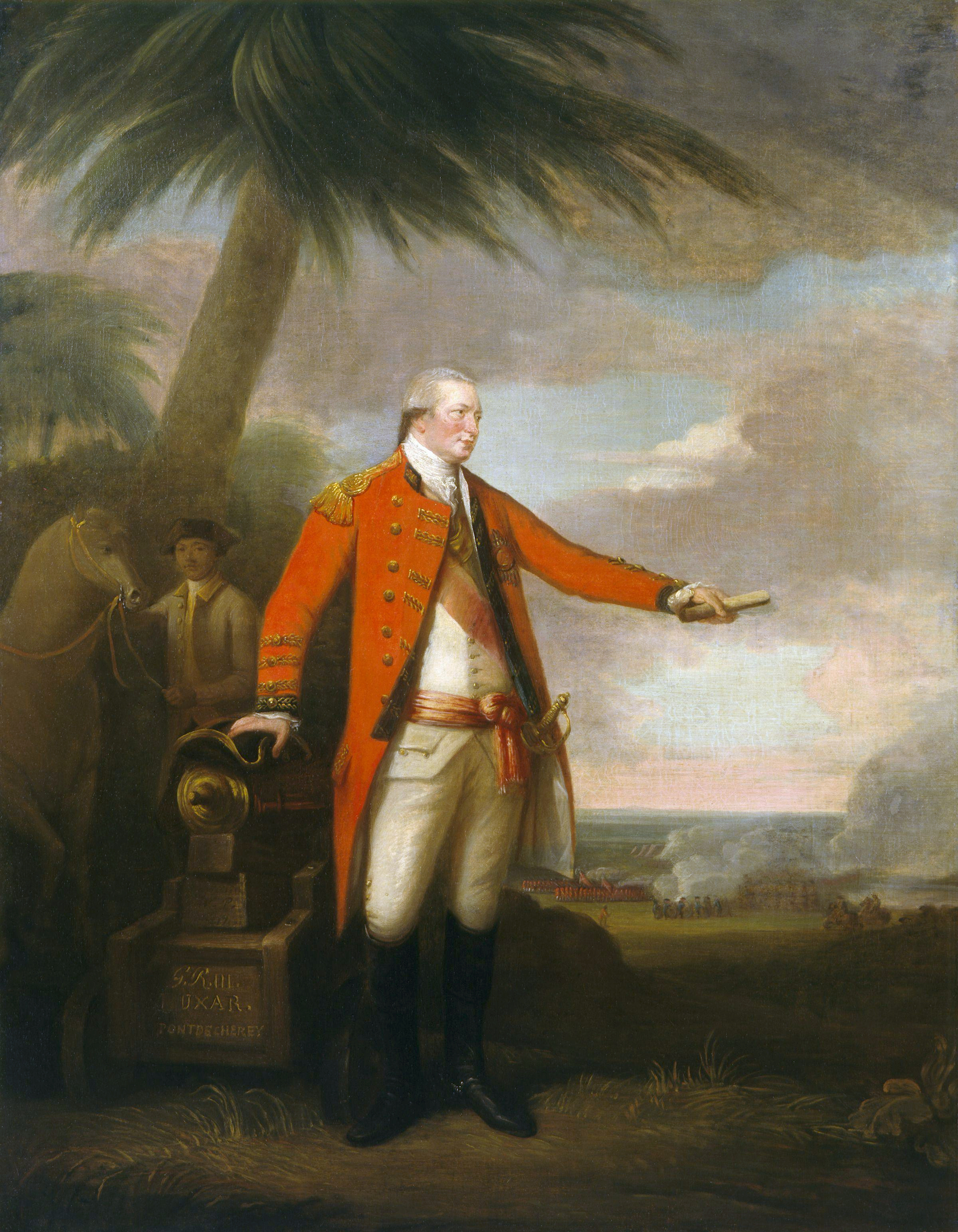
General Sir Hector Munro. Gemälde von David Martin.

Sir Hector Munro KB (* um 1725 in Ross-shire; † 27. Dezember 1805 im Novar House, Evanton, Ross-shire) war ein britischer Offizier und Politiker, der von 1764 bis 1765 als neunter Oberbefehlshaber von Indien diente.

## Leben

### Frühe Militärkarriere
Er entstammte der Nebenlinie Munro of Novar des Clan Munro und war der ältere Sohn des Hugh Munro aus dessen Ehe mit Isobel Gordon (um 1706–1799). Sein Vater war als Kaufmann auf dem Gut Clayside bei Golspie in Sutherland ansässig und erbte im hohen Alter, beim Tod seines kinderlosen Bruders, die Ländereien seiner Clanlinie als 7. Laird von Novar bei Evanton in Ross-shire. Seine Mutter war eine Enkelin des Sir Robert Gordon, 2. Baronet (of Embo) vom Clan Gordon.
Während des Jakobiten-Aufstands von 1745 diente er in der Golspie-Miliz, die auf der Seite der Regierung in der Schlacht von Littleferry am 15. April 1746 in Sutherland kämpfte, als die Jakobiten besiegt wurden.
In der Folge trat Munro im Mai 1747 als Ensign des 64th (Loudon’s Highlanders) Regiment of Foot in die reguläre British Army ein. Sein Regiment wurde kurz darauf in die Niederlande verlegt und nahm dort im Österreichischen Erbfolgekrieg an der Belagerung von Bergen op Zoom teil. Im Juni 1748 wurde sein Regiment aufgelöst, woraufhin sich Munro im Februar 1749 einen Dienstposten als Ensign des 48th Regiment of Foot sicherte. Im Januar 1754 wurde er in Irland zum Lieutenant des 31st Regiment of Foot befördert.

### Festnahme jakobitischer Rebellen
Im Jahr 1754 wurde Munro mit drei Schwadronen Dragoner nach Badenoch befohlen, um den Jakobiten-Rebellen John Dubh Cameron festzunehmen. Dies gelang, nachdem er von einem örtlichen Bauern verraten worden war. John Dubh Cameron wurde bald darauf in Perth hingerichtet.
Weiterhin wurde Munro beauftragt, Cluny MacPherson zu verhaften, der ebenfalls am Jakobitenaufstand von 1745 teilgenommen hatte. Macpherson entkam jedoch Munros Einfluss und floh nach Frankreich. Nach einer Macpherson-Familienlegende umstellte Munro eines Tages mit einer großen Gruppe Soldaten Macphersons Haus. Da Macpherson keine Möglichkeit hatte zu entkommen, verkleidete er sich als Stallknecht, trat vor und hielt Lieutenant Munros Pferd fest, während Munro sein Haus nach ihm durchsuchte. Bei der Rückkehr soll Munro ihm einen Schilling gegeben haben und dann davon geritten sein. Eine andere Version der Legende besagt, dass Munro Macpherson dabei sogar erkannt hatte und ihm zugenickt hätte, als er ihm den Schilling zuwarf.
Im August 1756 wurde Munro Captain und Kompaniechef des neuaufgestellten zweiten Bataillons des 31st Regiment of Foot, das im April 1758 als 70th Regiment of Foot ausgegliedert wurde.

### Krieg in Indien
Auf dem Höhepunkt des Siebenjährigen Krieges wurde Munro 1759 zum Major des 89th (Highland) Regiment of Foot befördert, das unter Colonel Staats Long Morris, der in den Clan Gordon eingeheiratet hatte, auf den Ländereien des Duke of Gordon neu aufgestellt wurde. Munro verdankte diese Beförderung der Empfehlung der Witwe des 3. Duke of Gordon. Er soll dieser zuvor aus einer misslichen Situation geholfen haben, als sich deren Kutscher maßlos betrunken hatte und sie ansonsten allein in Sutherland gestrandet war. Munro soll den Kutscher abgelöst und die Duchess in Sicherheit gebracht haben. Das Regiment wurde mit Munro als Kommandeur Ende 1759 nach Bombay geschickt, aber ein Teil unter Munro wurde nach Madras umgeleitet, wo Colonel Eyre Coote einen Feldzug in der Karnatik gegen die Franzosen führte. Munro traf am 2. September 1760 ein und schloss sich Coote bei der Blockade von Pondicherry an, wo die Franzosen ihr Hauptquartier hatten. Nach dem Fall von Pondicherry im Januar 1761 setzte er seine Reise nach Bombay fort und eroberte unterwegs kleinere französische Posten an der Malabarküste.
Bei Kriegsende wurde sein Regiment 1763 nach Großbritannien zurückgerufen, aber Munro blieb als Kommandeur eines Rests des Regiments (97 Mann) in Indien zurück, mit dem er 1764 nach Bengalen beordert wurde, wo der Krieg gegen die indischen Fürsten im Ganges-Tal stockte und die Streitkräfte der Ostindien-Kompanie meuterten. Er übernahm am 12. August 1764 das Kommando über die Bengal Army (verbunden mit dem Oberbefehl über alle britischen Truppen in Indien) in Patna von Major John Carnac. Nachdem der Nawab von Bengalen, Mir Jafar, eine großzügige „Spende“ an die Bengal Army geleistet hatte, erhielten die Sepoy-Bataillone von dieser einen weitaus geringeren Anteil, als die europäischen Truppen, woraufhin es schwere Unruhen unter den Sepoys gab. Munro bestand auf strenger Disziplin und striktem Gehorsam und brachte die Sepoys, trotz der Berechtigung ihrer Ansprüche, rücksichtslos wieder auf Linie. Vierundzwanzig der Rädelsführer wurden hingerichtet und das rebellischste Bataillon wurde schmachvoll aufgelöst.
Nachdem die Disziplin wiederhergestellt war, marschierte Munro mit der Armee zur Grenze zwischen Bihar und Oudh, wo der Nawab-Wesir von Oudh, Shuja-ud-Daula, der Mogulkaiser Shah Alam II. und der abgesetzte ehemalige Nawab von Bengalen, Mir Qasim, mit einer Invasion drohten. Unterwegs übte Munro mit seinen Truppen ausgefeiltere taktische Formationen ein und konnte das zahlenmäßig deutlich überlegene gegnerische Reiterheer am 22. und 23. Oktober 1764 in der Schlacht bei Buxar entscheidend schlagen. Infolge der Schlacht geriet der Nawab-Wesir von Oud, der eine Schlüsselprovinz für die Kontrolle Nordindiens regierte, in Anhängigkeit von britische Unterstützung und innerhalb eines Jahres musste der Mogulkaiser offiziell die Ostindien-Kompanie zum Diwan (Steuereintreiber) von Bengalen und Bihar ernennen, wodurch die Briten de facto zu den Herrschern der reichsten Provinzen Indiens wurden.
Für diesen Einsatz wurde Munro in den Brevet-Rang eines Lieutenant-Colonel befördert. Im Januar 1756 legte er sein Kommando nieder und kehrte, durch ein Prisengelder stark bereichert nach Großbritannien zurück.

### Mitglied des Parlaments
Zurück in Schottland ließ sich nieder auf dem als 8. Laird von seinem Vater geerbten Anwesen Novar House und ließ dieses ausbauen. Er nutzte seinen neuerlichen Reichtum, um sich für die Wahl ins House of Commons des britischen Parlaments als Abgeordneter der Inverness Burghs zu bewerben, einen Sitz, den er von 1768 bis 1802 innehatte. Im Parlament unterstützte er im Wesentlichen die Politik der Regierung.
Als einer der Aktionäre der Ayr Bank (Douglas, Heron & Company), verlor er bei deren Pleite in der Finanzkrise von 1772 viel Geld. Die daraus resultierenden finanziellen Schwierigkeiten könnten der Grund dafür gewesen sein, dass er seine Kontakte nutzte, um sich 1777 die Ernennung zum Oberbefehlshaber der Madras Army im lokalen Rang eines Major-General, sowie einen Sitz im Rat der Präsidentschaft Madras zu sichern.

### Rückkehr nach Indien
Munro traf 1778 in Madras ein. Die Region der Karnatik war bis dahin relativ friedlich gewesen, da die Armee der Ostindien-Kompanie im Ersten Mysore-Krieg (1767–1769) von Haidar Ali, dem Herrscher von Mysore, besiegt worden war. Anders als in Bengalen, wo die Ostindien-Kompanie die faktische Oberhoheit hatte, war die politische Situation im Karnatischen Meer unklarer. Die Verwaltung des Inneren lag immer noch in den Händen der örtlichen Mogulbehörde, vertreten durch den Nawab von Arcot, Muhammad Ali Khan, der seine Macht dadurch aufrechterhielt, dass er sich große Geldsummen zu exorbitanten Zinssätzen von Mitarbeitern der Ostindien-Kompanie borgte und ihnen so einen Anreiz verschaffte, seine Macht aufrechtzuerhalten oder sogar zu erweitern, um ihre Investitionen zu schützen. Dennoch galt die Ostindien-Kompanie als die wichtigste Militärmacht am Karnatischen Meer.
Kurz nach seiner Ankunft wurde Großbritannien wegen der Frage der amerikanischen Unabhängigkeit in einen Krieg mit Frankreich und später (1781) mit den Niederlanden verwickelt. Alle drei hatten Siedlungen an der Koromandelküste. Als die Nachricht vom Krieg Madras erreichte, mobilisierte Munro effizient die Armee und griff Pondicherry schnell an. Nach einer sechswöchigen Belagerung eroberte er es am 17. Oktober 1778. Für diesen Sieg wurde er am 23. März 1779 als Knight Companion des Order of the Bath geadelt und kassierte ein üppiges Prisengeld. Auf sein Drängen hin wurden auch die französischen Siedlungen an der Malabarküste erobert. Doch das erregte den Zorn von Haidar Ali, denn dieser behauptete, diese Siedlungen stünden unter seinem Schutz. Ab Juni 1780 zog Haidar Ali mit einem großen Heer in die karnatische Ebene und eröffnete damit den Zweiten Mysore-Krieg. Einem Teilheer Haidars unter dessen Sohn Tipu Sultan gelang es, eine Vorausabteilung der Madras Army unter James Stuart am 10. September 1780 in der Schlacht von Pollilur, bei Kanchipuram aufzureiben und Munros Hauptheer zum ungeordneten Rückzug nach Madras zu zwingen.
Als Reaktion auf diese Niederlage entließ Warren Hastings, der Generalgouverneur von Indien, den Gouverneur von Madras, Sir Thomas Rumbold, 1. Baronet, und entsandte General Sir Eyre Coote um den Oberbefehls des Heeres von Munro zu übernehmen. Munro diente im darauffolgenden Jahr treu unter Coote als dessen Stellvertreter, als er Haidar in Feldkämpfen zweimal besiegte (am 1. Juli 1781 in Porto Novo und am 27. August 1781 in Polillur) und zog sich danach krankheitsbedingt zurück. Er hatte eine letzte Chance, etwas von seinem zerrütteten Ruf zurückzugewinnen, als er im November 1781 einen erfolgreichen Feldzug befehligte, um den niederländischen Stützpunkt an der Küste bei Negapatam einzunehmen. Am 27. September 1782 trat Munro von seinen Ämtern in Indien zurück und reiste nach Großbritannien zurück. Die Nachricht, die ihn in London erwartete, dass er wegen der Niederlage im September 1780 von der Ostindien-Kompanie entlassen worden war, wurde dadurch abgemildert, dass ihm der König den permanenten Rang eines Major-General der British Army verlieh.
Zurück in Schottland kümmerte sich Munro um seine Güter in Novar und gab rund 120.000 £ für allgemeine Verbesserungen aus. Er war ein energischer Pionier der Einführung von Schafen in den Highlands und löste schließlich bei den Pächtern seiner Ländereien weit verbreiteten Widerstand aus. Nach Protesten im Juli und August 1792 gegen Pachterhöhungen, den Verlust von Ackerflächen und die Einfriedung von Weideflächen mussten Truppen zur Wiederherstellung der Ordnung einberufen werden. Munro nahm seine parlamentarischen Aufgaben wieder auf (er hatte seinen Sitz nie aufgegeben) und unterstützte konsequent die Regierung.

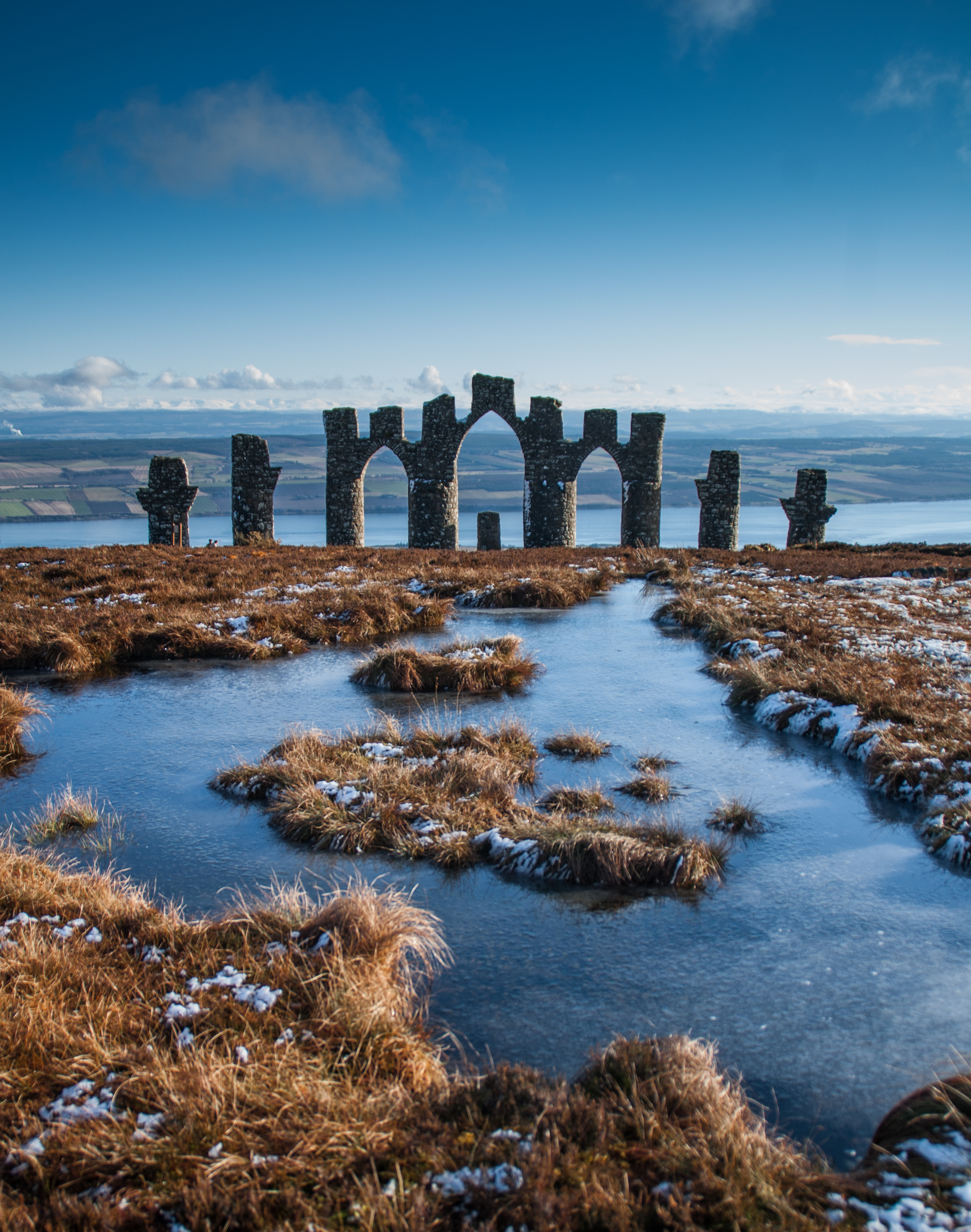
Fyrish Monument

Im Jahr 1782 ließ Munro in Fyrish bei Evanton das Fyrish Monument errichten. Er tat dies, um der arbeitslosen Bevölkerung vor Ort Arbeit zu verschaffen.
Am 1. Juni 1787 wurde ihm das Amt des Colonel des 42nd (Royal Highland) Regiment of Foot („Black Watch“) verliehen, das er bis zu seinem Tod im Jahr 1805 innehatte. 1793 wurde er zum Lieutenant-General und schließlich am 1. Januar 1798 zum General befördert.

## Nachkommen

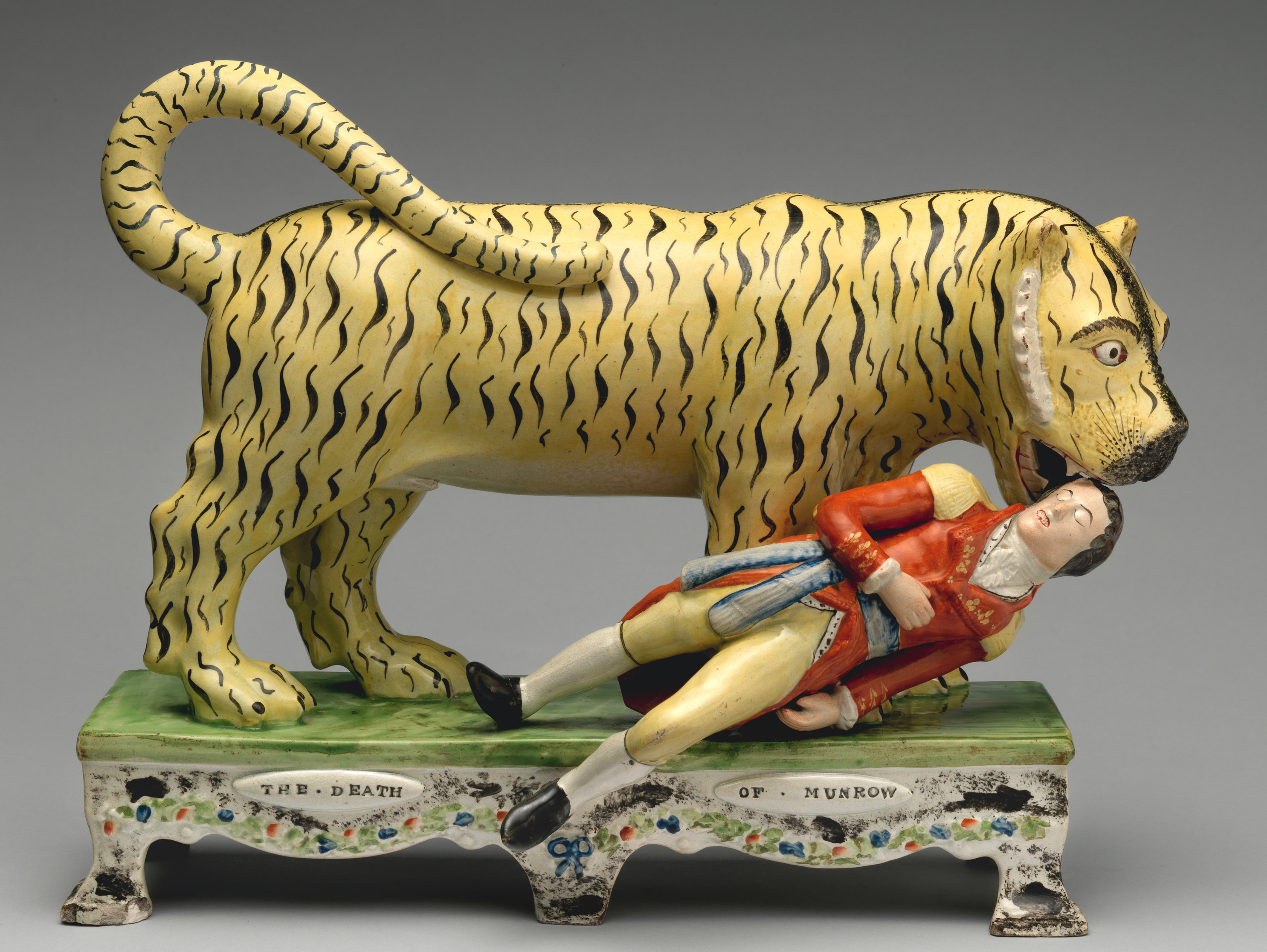
Die Figurengruppe aus Staffordshire von 1820 stellt den Tod seines Sohnes Hector Sutherland Munro dar.

Munro starb unverheiratet im Novar House. Er hatte vier leibliche Kinder von verschiedenen Müttern:
- Hector Sutherland Munro (1775–1792), diente ebenfalls in Indien und wurde bei einem Jagdunfall durch einen Tiger getötet;
- Hugh Munro (1777–1814), diente ebenfalls in Indien und betätigte sich als Schriftsteller;
- Alexander Munro (1787–1804), diente ebenfalls in Indien und wurde vor Bombay von einem Hai getötet;[8]
- Jane Munro († 1803), ⚭ Sir Ronald Crawford Ferguson.

Da er keine legitimen Nachkommen hinterließ, fielen seine Ländereien bei seinem Tod zunächst an seinen Bruder Sir Alexander Munro, der Generalkonsul in Madrid war. Beim kinderlosen Tod von dessen einzigem Enkel fielen die Ländereien 1842 an den Sohn von Munros Tochter Jane, Robert Munro-Ferguson, einen Vorfahren des Ronald Munro-Ferguson, 1. Viscount Novar.